# Stanley Cup playoff 2013
I playoff della Stanley Cup 2013 del campionato NHL 2012-2013 hanno avuto inizio il 30 aprile 2013, posticipati rispetto al solito a causa del lockout che ha portato all'inizio del campionato a gennaio e alla riduzione delle gare da 82 a 48. Le sedici squadre qualificate per i playoff, otto da ciascuna Conference, hanno giocato una serie di partite al meglio di sette per i quarti di finale, semifinali e finali di Conference. I vincitori delle due Conference hanno disputato una serie di partite al meglio di sette per la conquista della Stanley Cup. I campioni di ciascuna Division conservano il proprio ranking per l'intera durata dei playoff, mentre le altre squadre vengono ricollocate nella graduatoria dopo ciascun turno.
I Toronto Maple Leafs raggiunsero i playoff per la prima volta dal 2004, interrompendo una delle strisce negative più lunghe nella storia della NHL. Per la prima volta dal 1996 si qualificarono ai playoff tutte le squadre Original Six, mentre per la prima volta dal 2004 due franchigie canadesi si incontrarono nello stesso turno. Per la prima volta dal 1945 le quattro finaliste di Conference coincidono con le ultime quattro vincitrici della Stanley Cup: Pittsburgh (2009), Chicago (2010), Boston (2011) e Los Angeles (2012).

## Squadre partecipanti

### Eastern Conference
1. Pittsburgh Penguins - vincitori della Atlantic Division e della stagione regolare nella Eastern Conference, 72 punti
2. Montreal Canadiens - vincitori della Northeast Division, 63 punti
3. Washington Capitals - vincitori della Southeast Division, 57 punti
4. Boston Bruins, 62 punti
5. Toronto Maple Leafs, 57 punti
6. New York Rangers, 56 punti
7. Ottawa Senators, 56 punti
8. New York Islanders, 55 punti

### Western Conference
1. Chicago Blackhawks - vincitori della Central Division, della stagione regolare nella Western Conference e del Presidents' Trophy, 77 punti
2. Anaheim Ducks - vincitori della Pacific Division, 66 punti
3. Vancouver Canucks - vincitori della Northwest Division, 59 punti
4. St. Louis Blues, 60 punti
5. Los Angeles Kings, 59 punti
6. San Jose Sharks, 57 punti
7. Detroit Red Wings, 56 punti
8. Minnesota Wild, 55 punti

### Tabellone
In ciascun turno la squadra con il ranking più alto si sfidò con quella dal posizionamento più basso, usufruendo anche del vantaggio del fattore campo. Nella finale di Stanley Cup il fattore campo fu determinato dai punti ottenuti in stagione regolare dalle due squadre. Ciascuna serie, al meglio delle sette gare, seguì il formato 2–2–1–1–1: la squadra migliore in stagione regolare avrebbe disputato in casa Gara-1 e 2, (se necessario anche Gara-5 e 7), mentre quella posizionata peggio avrebbe giocato nel proprio palazzetto Gara-3 e 4 (se necessario anche Gara-6).
|  | Quarti di finale Conference | Quarti di finale Conference                      | Quarti di finale Conference |   |                     | Semifinali Conference | Semifinali Conference | Semifinali Conference |                    |                    | Finali Conference   | Finali Conference  | Finali Conference  |  |  | Finale Stanley Cup | Finale Stanley Cup | Finale Stanley Cup |
|  |                             |                                                  |                             |   |                     |                       |                       |                       |                    |                    |                     |                    |                    |  |  |                    |                    |                    |
|  | 1                           | Pittsburgh Penguins                              | 4                           |   |                     | 1                     | Pittsburgh Penguins   | 4                     |                    |                    |                     |                    |                    |  |  |                    |                    |                    |
|  | 8                           | New York Islanders                               | 2                           |   |                     | 7                     | Ottawa Senators       | 1                     |                    |                    |                     |                    |                    |  |  |                    |                    |                    |
|  |                             |                                                  |                             |   |                     |                       |                       |                       |                    |                    |                     |                    |                    |  |  |                    |                    |                    |
|  | 2                           | Montreal Canadiens                               | 1                           |   |                     |                       |                       |                       | Eastern Conference | Eastern Conference | Eastern Conference  | Eastern Conference | Eastern Conference |  |  |                    |                    |                    |
|  | 2                           | Montreal Canadiens                               | 1                           |   |                     |                       |                       |                       | Eastern Conference | Eastern Conference | Eastern Conference  | Eastern Conference | Eastern Conference |  |  |                    |                    |                    |
|  | 7                           | Ottawa Senators                                  | 4                           |   |                     |                       |                       |                       |                    |                    |                     |                    |                    |  |  |                    |                    |                    |
|  | 7                           | Ottawa Senators                                  | 4                           |   |                     |                       |                       |                       |                    | 1                  | Pittsburgh Penguins | 0                  |                    |  |  |                    |                    |                    |
|  |                             |                                                  |                             |   |                     |                       |                       |                       |                    | 1                  | Pittsburgh Penguins | 0                  |                    |  |  |                    |                    |                    |
|  |                             | 4                                                | Boston Bruins               | 4 |                     |                       |                       |                       |                    |                    |                     |                    |                    |  |  |                    |                    |                    |
|  | 3                           | 4                                                | Boston Bruins               | 4 | Washington Capitals | 3                     |                       |                       |                    |                    |                     |                    |                    |  |  |                    |                    |                    |
|  | 3                           |                                                  |                             |   | Washington Capitals | 3                     |                       |                       |                    |                    |                     |                    |                    |  |  |                    |                    |                    |
|  | 6                           | New York Rangers                                 | 4                           |   |                     |                       |                       |                       |                    |                    |                     |                    |                    |  |  |                    |                    |                    |
|  | 6                           | New York Rangers                                 | 4                           |   |                     |                       |                       |                       |                    |                    |                     |                    |                    |  |  |                    |                    |                    |
|  |                             |                                                  |                             |   |                     |                       |                       |                       |                    |                    |                     |                    |                    |  |  |                    |                    |                    |
|  |                             |                                                  |                             |   |                     |                       |                       |                       |                    |                    |                     |                    |                    |  |  |                    |                    |                    |
|  | 4                           | Boston Bruins                                    | 4                           |   | 4                   | Boston Bruins         | 4                     |                       |                    |                    |                     |                    |                    |  |  |                    |                    |                    |
|  | 4                           | Boston Bruins                                    | 4                           |   | 4                   | Boston Bruins         | 4                     |                       |                    |                    |                     |                    |                    |  |  |                    |                    |                    |
|  | 5                           | Toronto Maple Leafs                              | 3                           |   |                     | 6                     | New York Rangers      | 1                     |                    |                    |                     |                    |                    |  |  |                    |                    |                    |
|  | 5                           | Toronto Maple Leafs                              | 3                           |   |                     |                       |                       |                       |                    | E4                 | Boston Bruins       | 2                  |                    |  |  |                    |                    |                    |
|  |                             | (Accoppiamenti ristabiliti dopo il primo turno.) |                             |   |                     |                       |                       |                       |                    | E4                 | Boston Bruins       | 2                  |                    |  |  |                    |                    |                    |
|  |                             | W1                                               | Chicago Blackhawks          | 4 |                     |                       |                       |                       |                    |                    |                     |                    |                    |  |  |                    |                    |                    |
|  | 1                           | W1                                               | Chicago Blackhawks          | 4 | Chicago Blackhawks  | 4                     |                       |                       | 1                  | Chicago Blackhawks | 4                   |                    |                    |  |  |                    |                    |                    |
|  | 1                           |                                                  |                             |   | Chicago Blackhawks  | 4                     |                       |                       | 1                  | Chicago Blackhawks | 4                   |                    |                    |  |  |                    |                    |                    |
|  | 8                           | Minnesota Wild                                   | 1                           |   |                     | 7                     | Detroit Red Wings     | 3                     |                    |                    |                     |                    |                    |  |  |                    |                    |                    |
|  | 8                           | Minnesota Wild                                   | 1                           |   |                     | 7                     | Detroit Red Wings     | 3                     |                    |                    |                     |                    |                    |  |  |                    |                    |                    |
|  |                             |                                                  |                             |   |                     |                       |                       |                       |                    |                    |                     |                    |                    |  |  |                    |                    |                    |
|  | 2                           | Anaheim Ducks                                    | 3                           |   |                     |                       |                       |                       |                    |                    |                     |                    |                    |  |  |                    |                    |                    |
|  | 2                           | Anaheim Ducks                                    | 3                           |   |                     |                       |                       |                       |                    |                    |                     |                    |                    |  |  |                    |                    |                    |
|  | 7                           | Detroit Red Wings                                | 4                           |   |                     |                       |                       |                       |                    |                    |                     |                    |                    |  |  |                    |                    |                    |
|  | 7                           | Detroit Red Wings                                | 4                           |   |                     |                       |                       |                       | 1                  | Chicago Blackhawks | 4                   |                    |                    |  |  |                    |                    |                    |
|  |                             |                                                  |                             |   |                     |                       |                       |                       | 1                  | Chicago Blackhawks | 4                   |                    |                    |  |  |                    |                    |                    |
|  |                             | 5                                                | Los Angeles Kings           | 1 |                     |                       |                       |                       |                    |                    |                     |                    |                    |  |  |                    |                    |                    |
|  | 3                           | 5                                                | Los Angeles Kings           | 1 | Vancouver Canucks   | 0                     |                       |                       |                    |                    |                     |                    |                    |  |  |                    |                    |                    |
|  | 3                           |                                                  |                             |   | Vancouver Canucks   | 0                     |                       |                       |                    |                    |                     |                    |                    |  |  |                    |                    |                    |
|  | 6                           | San Jose Sharks                                  | 4                           |   |                     |                       |                       |                       |                    |                    | Western Conference  | Western Conference | Western Conference |  |  |                    |                    |                    |
|  | 6                           | San Jose Sharks                                  | 4                           |   |                     |                       |                       |                       |                    |                    | Western Conference  | Western Conference | Western Conference |  |  |                    |                    |                    |
|  |                             |                                                  |                             |   |                     |                       |                       |                       |                    |                    |                     |                    |                    |  |  |                    |                    |                    |
|  | 4                           | St. Louis Blues                                  | 2                           |   | 5                   | Los Angeles Kings     | 4                     |                       |                    |                    |                     |                    |                    |  |  |                    |                    |                    |
|  | 4                           | St. Louis Blues                                  | 2                           |   | 5                   | Los Angeles Kings     | 4                     |                       |                    |                    |                     |                    |                    |  |  |                    |                    |                    |
|  | 5                           | Los Angeles Kings                                | 4                           |   |                     | 6                     | San Jose Sharks       | 3                     |                    |                    |                     |                    |                    |  |  |                    |                    |                    |

## Eastern Conference

### Quarti di finale di Conference

#### Pittsburgh - NY Islanders
| Arbitri: | Wes McCauley Kevin Pollock |

|  |           |                                                            |
|  | Marcatori | 03:30 Bennett 13:23, 21:51 Dupuis 21:19 Letang 33:07 Glass |

| Arbitri: | Chris Lee Kelly Sutherland |

|                                                        |           |                                  |
| Moulson 07:04 McDonald 25:12 Martin 30:37 Okposo 52:23 | Marcatori | 00:43 Malkin 03:19, 07:22 Crosby |

| Arbitri: | Brad Meier Tim Peel |

|                                                            |           |                                                        |
| Iginla 13:18 Kunitz 13:37, 68:44 Dupuis 19:00 Murray 37:10 | Marcatori | 01:43 Moulson 05:41 Cizikas 45:31 Okposo 50:48 Tavares |

| Arbitri: | Dan O'Halloran Paul Devorski |

|                                                   |           |                                                                           |
| Neal 14:50 Malkin 27:17 Sutter 31:03 Dupuis 40:41 | Marcatori | 14:05 Strait 26:19, 44:30 Streit 38:36 Okposo 50:11 Tavares 58:44 Cizikas |

| Arbitri: | Mike Leggo Dan O'Rourke |

|  |           |                                                      |
|  | Marcatori | 27:25 Kennedy 28:47 Murray 34:00 Crosby 45:43 Letang |

| Arbitri: | Wes McCauley Chris Rooney |

|                                                    |           |                                            |
| Iginla 07:39 Dupuis 30:59 Martin 54:44 Orpik 67:49 | Marcatori | 05:36 Tavares 19:23 McDonald 42:21 Grabner |

#### Montreal - Ottawa
| Arbitri: | Mike Leggo Dan O'Rourke |

|                                                                 |           |                               |
| Karlsson 17:25 Silfverberg 43:27 Methot 45:20 Latendresse 53:55 | Marcatori | 33:09 Bourque 34:08 Gallagher |

| Arbitri: | Wes McCauley Kevin Pollock |

|                |           |                                         |
| Michálek 28:16 | Marcatori | 23:20 White 24:13 Gallagher 38:57 Ryder |

| Arbitri: | Paul Devorski Dan O'Halloran |

|               |           |                                                                            |
| Bourque 14:34 | Marcatori | 05:58 Alfredsson 24:40, 41:18, 58:02 Pageau 47:00 Turris 47:08 Silfverberg |

| Arbitri: | Brad Meier Tim Peel |

|                               |           |                                             |
| Subban 22:52 Galchenyuk 23:54 | Marcatori | 51:55 Zibanejad 59:37 Conacher 62:32 Turris |

| Arbitri: | Steve Kozari Chris Rooney |

|                                                                              |           |              |
| Smith 02:17 Conacher 12:26, 52:27 Turris 31:29 Alfredsson 46:22 Condra 56:12 | Marcatori | 19:45 Subban |

#### Washington - NY Rangers
| Arbitri: | Steve Kozari Chris Rooney |

|               |           |                                             |
| Hagelin 16:44 | Marcatori | 26:59 Ovečkin 34:21 Johansson 35:07 Chimera |

| Arbitri: | Eric Furlatt François St. Laurent |

|  |           |             |
|  | Marcatori | 68:00 Green |

| Arbitri: | Mike Leggo Dan O'Rourke |

|                                          |           |                                                     |
| Bäckström 04:06 Green 37:19 Beagle 47:19 | Marcatori | 12:50 Boyle 21:23 Brassard 42:53 Asham 53:35 Stepan |

| Arbitri: | Marc Joannette Brian Pochmara |

|                                            |           |                                                         |
| Perreault 33:08 Brouwer 39:42 Alzner 47:31 | Marcatori | 16:25 Richards 30:13 Hagelin 40:59 Girardi 46:02 Stepan |

| Arbitri: | Brad Meier Tim Peel |

|             |           |                          |
| Boyle 00:53 | Marcatori | 27:44 Ward 69:29 Ribeiro |

| Arbitri: | Brad Watson Marc Joannette |

|  |           |                |
|  | Marcatori | 29:39 Brassard |

| Arbitri: | Chris Rooney Dan O'Rourke |

|  |           |                                                                         |
|  | Marcatori | Asham 13:19 Pyatt 23:24 Del Zotto 25:34 Callahan 40:13 Zuccarello 46:39 |

#### Boston - Toronto
| Arbitri: | Chris Lee Kelly Sutherland |

|                    |           |                                                      |
| van Riemsdyk 01:54 | Marcatori | 16:20 Redden 19:48 Horton 30:25 Krejčí 35:44 Boychuk |

| Arbitri: | Mike Leggo Dan O'Rourke |

|                                                    |           |                            |
| Lupul 25:18, 31:56 Kessel 40:53 van Riemsdyk 56:53 | Marcatori | 21:56 Horton 50:35 Boychuk |

| Arbitri: | Steve Kozari Chris Rooney |

|                                                                     |           |                             |
| McQuaid 13:42 Peverley 25:57 Horton 34:35 Paille 36:37 Krejčí 58:43 | Marcatori | 33:45 Gardiner 40:47 Kessel |

| Arbitri: | Eric Furlatt François St. Laurent |

|                                           |           |                                           |
| Bergeron 20:32 Krejčí 32:59, 36:39, 73:06 | Marcatori | 02:35 Lupul 18:32 Franson 37:23 MacArthur |

| Arbitri: | Paul Devorski Dan O'Halloran |

|                             |           |             |
| Bozak 31:27 MacArthur 41:58 | Marcatori | 51:12 Chára |

| Arbitri: | Dan O'Rourke Brad Meier |

|             |           |                            |
| Lucic 59:34 | Marcatori | 41:48 Phaneuf 48:59 Kessel |

| Arbitri: | Dan O'Halloran Brad Watson |

|                                               |           |                                                                 |
| Franson 09:35, 25:48 Kessel 42:09 Kadri 45:29 | Marcatori | 05:39 Bartkowski 49:18 Horton 58:38 Lucic 59:09, 66:05 Bergeron |

### Semifinali di Conference

#### Pittsburgh - Ottawa
| Arbitri: | Wes McCauley Marc Joannette |

|                |           |                                                     |
| Greening 04:51 | Marcatori | 02:41 Martin 12:15 Malkin 38:33 Kunitz 51:24 Dupuis |

| Arbitri: | Dan O'Halloran Chris Lee |

|                                          |           |                                         |
| Turris 13:15 Greening 21:55 Pageau 42:01 | Marcatori | 03:16, 16:07, 21:15 Crosby 28:04 Morrow |

| Arbitri: | Eric Furlat Stephen Walkom |

|               |           |                                 |
| Kennedy 38:53 | Marcatori | 59:31 Alfredsson 87:39 Greening |

| Arbitri: | Brad Watson Tom Kowal |

|                                                                              |           |                                              |
| Neal 14:56, 41:59 Kunitz 21:08 Iginla 21:48, 49:53 Dupuis 48:08 Crosby 48:38 | Marcatori | 02:29 Michálek 16:15 Turris 54:44 Alfredsson |

| Arbitri: | Dan O'Rourke Kevin Pollock |

|                             |           |                                                                 |
| Michálek 36:18 Turris 53:32 | Marcatori | 06:25 Morrow 27:38, 51:07, 57:21 Neal 32:48 Letang 39:30 Malkin |

#### Boston - NY Rangers
| Arbitri: | Chris Rooney Brad Meier |

|                             |           |                                       |
| McDonagh 39:58 Stepan 40:14 | Marcatori | 32:33 Chára 42:55 Krug 75:40 Marchand |

| Arbitri: | Chris Lee Dan O'Halloran |

|                           |           |                                                                    |
| Callahan 08:01 Nash 23:20 | Marcatori | 05:28 Krug 22:24 Campbell 32:08 Boychuk 40:26 Marchand 52:39 Lucic |

| Arbitri: | Dan O'Rourke Kevin Pollock |

|                            |           |             |
| Boychuk 43:10 Paille 56:29 | Marcatori | 23:53 Pyatt |

| Arbitri: | Stephen Walkom Eric Furlatt |

|                                      |           |                                                      |
| Horton 24:39 Krug 27:41 Seguin 48:06 | Marcatori | 28:39 Hagelin 41:15 Stepan 50:00 Boyle 67:03 Kreider |

| Arbitri: | Tom Kowal Brad Watson |

|               |           |                                  |
| Girardi 10:39 | Marcatori | 23:48 Krug 33:41, 59:09 Campbell |

### Finale di Conference

#### Pittsburgh - Boston
| Arbitri: | Brad Watson Chris Rooney |

|                                  |           |  |
| Krejčí 08:23, 44:04 Horton 47:51 | Marcatori |  |

| Arbitri: | Dan O'Halloran Wes McCauley |

|                                                                              |           |              |
| Marchand 00:28, 19:51 Horton 14:37 Krejčí 16:31 Bergeron 40:27 Boychuk 58:36 | Marcatori | 19:26 Sutter |

| Arbitri: | Marc Joannette Dan O'Rourke |

|              |           |                             |
| Kunitz 28:51 | Marcatori | 01:42 Krejčí 95:19 Bergeron |

| Arbitri: | Stephen Walkom Eric Furlatt |

|  |           |               |
|  | Marcatori | 45:01 McQuaid |

## Western Conference

### Quarti di finale di Conference

#### Chicago - Minnesota
| Arbitri: | Tim Peel Brad Meier |

|                   |           |                           |
| Clutterbuck 04:48 | Marcatori | 22:06 Hossa 76:35 Bickell |

| Arbitri: | Marc Joannette Brian Pochmara |

|                                 |           |                                                      |
| Setoguchi 37:57 Scandella 56:29 | Marcatori | 08:34, 20:49 Frolík 43:44, 54:08 Sharp 59:49 Bickell |

| Arbitri: | Tom Kowal Brad Watson |

|                         |           |                                          |
| Oduya 13:26 Keith 57:14 | Marcatori | 18:30 Bouchard 43:09 Parise 62:15 Zucker |

| Arbitri: | Stephen Walkom Greg Kimmerly |

|                                  |           |  |
| Sharp 08:48, 21:02 Bickell 52:46 | Marcatori |  |

| Arbitri: | Chris Lee Kelly Sutherland |

|                |           |                                                        |
| Mitchell 30:11 | Marcatori | 15:39, 26:26 Hossa 23:19 Krüger 30:46 Shaw 46:04 Sharp |

#### Anaheim - Detroit
| Arbitri: | Tom Kowal Brad Watson |

|              |           |                                             |
| Cleary 16:05 | Marcatori | 10:24 Bonino 41:29 Selänne 59:37 Beauchemin |

| Arbitri: | Stephen Walkom Greg Kimmerly |

|                                                                   |           |                                                     |
| Abdelkader 00:48 Brunner 04:20 Franzén 21:04, 40:20 Nyquist 61:21 | Marcatori | 30:53 Koivu 47:50 Getzlaf 52:31 Palmieri 57:38 Ryan |

| Arbitri: | Steve Kozari Chris Rooney |

|                                                      |           |  |
| Bonino 35:29 Getzlaf 46:33 Etem 48:04 Beleskey 53:34 | Marcatori |  |

| Arbitri: | Eric Furlatt François St. Laurent |

|                              |           |                                        |
| Beleskey 05:07 Steckel 50:40 | Marcatori | 41:18 Smith 53:27 Dacjuk 75:10 Brunner |

| Arbitri: | Wes McCauley Kevin Pollock |

|                                |           |                                           |
| Franzén 05:28 Samuelsson 30:08 | Marcatori | 17:41 Palmieri 39:28 Getzlaf 61:54 Bonino |

| Arbitri: | Marc Joannette Brad Watson |

|                                      |           |                                                   |
| Palmieri 31:31 Etem 56:32 Ryan 57:23 | Marcatori | 18:48 Dacjuk 46:19, 61:04 Zetterberg 51:30 Cleary |

| Arbitri: | Eric Furlatt Stephen Walkom |

|                                                  |           |                             |
| Zetterberg 01:49 Abdelkader 16:37 Filppula 33:45 | Marcatori | 13:48 Etem 56:43 Beauchemin |

#### Vancouver - San Jose
| Arbitri: | Eric Furlatt François St. Laurent |

|                                         |           |              |
| Couture 36:35 Boyle 49:17 Marleau 54:37 | Marcatori | 32:26 Bieksa |

| Arbitri: | Tom Kowal Brad Watson |

|                                           |           |                     |
| Thornton 13:22 Marleau 59:04 Torres 65:31 | Marcatori | 40:59, 47:06 Kesler |

| Arbitri: | Marc Joannette Brian Pochmara |

|                             |           |                                                          |
| Burrows 31:07 Hamhuis 53:12 | Marcatori | 14:08, 27:20 Pavelski 41:40, 44:07 Couture 41:49 Marleau |

| Arbitri: | Kelly Sutherland Chris Lee |

|                                         |           |                                                 |
| Raymond 07:54 Burrows 49:12 Edler 51:02 | Marcatori | 02:41 Burns 14:52, 55:33 Pavelski 73:18 Marleau |

#### St. Louis - Los Angeles
| Arbitri: | Marc Joannette Brian Pochmara |

|                |           |                    |
| Williams 59:28 | Marcatori | 09:05, 73:26 Steen |

| Arbitri: | Paul Devorski Dan O'Halloran |

|             |           |                              |
| Brown 09:55 | Marcatori | 43:44 Berglund 59:09 Jackman |

| Arbitri: | Stephen Walkom Greg Kimmerly |

|  |           |              |
|  | Marcatori | 24:56 Vojnov |

| Arbitri: | Wes McCauley Kevin Pollock |

|                                 |           |                                                        |
| Backes 01:12 Oshie 04:32, 25:46 | Marcatori | 09:33 Carter 14:30 Penner 47:14 Kopitar 48:30 Williams |

| Arbitri: | Brad Watson Tom Kowal |

|                                  |           |                               |
| Carter 20:14, 40:54 Vojnov 68:00 | Marcatori | 26:46 Steen 59:15 Pietrangelo |

| Arbitri: | Eric Furlatt Stephen Walkom |

|              |           |                            |
| Porter 24:39 | Marcatori | 12:37 Doughty 39:59 Penner |

### Semifinali di Conference

#### Chicago - Detroit
| Arbitri: | Dan O'Rourke Kevin Pollock |

|               |           |                                                  |
| Brunner 10:57 | Marcatori | 09:03 Hossa 48:02 Oduya 51:23 Krüger 59:11 Sharp |

| Arbitri: | Brad Meier Chris Rooney |

|                                                        |           |            |
| Brunner 22:40 Smith 36:08 Franzén 47:19 Filppula 52:03 | Marcatori | 14:05 Kane |

| Arbitri: | Tom Kowal Brad Watson |

|            |           |                                         |
| Kane 44:35 | Marcatori | 27:49 Nyquist 28:20 Miller 46:46 Dacjuk |

| Arbitri: | Marc Joannette Wes McCauley |

|  |           |                          |
|  | Marcatori | 30:03 Kindl 59:21 Cleary |

| Arbitri: | Eric Furlatt Stephen Walkom |

|              |           |                                             |
| Cleary 29:37 | Marcatori | 14:08 Bickell 33:08, 46:58 Shaw 35:47 Toews |

| Arbitri: | Dan O'Halloran Chris Rooney |

|                                                      |           |                                           |
| Hossa 03:53 Handzuš 40:51 Bickell 45:48 Frolík 49:43 | Marcatori | 18:51 Eaves 30:11 Andersson 59:08 Brunner |

| Arbitri: | Stephen Walkom Dan O'Rourke |

|                  |           |                            |
| Zetterberg 40:26 | Marcatori | 21:08 Sharp 63:35 Seabrook |

#### Los Angeles - San Jose
| Arbitri: | Stephen Walkom Eric Furlatt |

|  |           |                             |
|  | Marcatori | 19:47 Vojnov 32:30 Richards |

| Arbitri: | Brad Watson Tom Kowal |

|                                         |           |                                                    |
| Marleau 29:47 Stuart 34:21 Vlasic 48:56 | Marcatori | 03:06 Carter 24:10 Doughty 58:17 Brown 58:39 Lewis |

| Arbitri: | Wes McCauley Marc Joannette |

|               |           |                           |
| Toffoli 10:08 | Marcatori | 01:34 Boyle 61:29 Couture |

| Arbitri: | Brad Meier Chris Rooney |

|                |           |                           |
| Richards 49:46 | Marcatori | 06:09 Burns 23:55 Couture |

| Arbitri: | Dan O'Halloran Chris Lee |

|  |           |                                         |
|  | Marcatori | 38:08 Kopitar 40:53 Vojnov 59:28 Carter |

| Arbitri: | Dan O'Rourke Kevin Pollock |

|             |           |                               |
| Brown 33:53 | Marcatori | 06:09 Thornton 24:10 Galiardi |

| Arbitri: | Brad Watson Wes McCauley |

|             |           |                       |
| Boyle 45:26 | Marcatori | 24:11, 27:08 Williams |

### Finale di Conference

#### Chicago - Los Angeles
| Arbitri: | Wes McCauley Dan O'Halloran |

|                |           |                         |
| Williams 04:51 | Marcatori | 32:29 Sharp 12:15 Hossa |

| Arbitri: | Dan O'Rourke Marc Joannette |

|                            |           |                                                       |
| Carter 38:57 Toffoli 58:58 | Marcatori | 01:56 Shaw 19:09 Seabrook 27:11 Bickell 29:20 Handzuš |

| Arbitri: | Stephen Walkom Eric Furlatt |

|               |           |                                        |
| Bickell 39:26 | Marcatori | 03:21 Williams 26:37 Vojnov 59:32 King |

| Arbitri: | Brad Watson Chris Rooney |

|                                      |           |                           |
| Bickell 13:16 Kane 38:21 Hossa 41:10 | Marcatori | 03:28 Vojnov 22:12 Penner |

| Arbitri: | Wes McCauley Dan O'Halloran |

|                                         |           |                                      |
| King 29:28 Kopitar 43:34 Richards 59:50 | Marcatori | 03:42 Keith 05:59, 56:08, 91:40 Kane |

## Finale Stanley Cup
La finale della Stanley Cup 2013 è stata una serie al meglio delle sette gare che ha determinato il campione della National Hockey League per la stagione 2012-13. Nella storia dei playoff è la settima sfida fra Boston Bruins e Chicago Blackhawks, la prima dal 1978. Per i Boston Bruins trattò della diciottesima apparizione nella finale della Stanley Cup, la prima dopo il titolo nel 2011 contro i Vancouver Canucks. Per Chicago fu invece la dodicesima apparizione dopo la vittoria contro i Philadelphia Flyers nel 2010.

## Statistiche

### Classifica marcatori
La seguente lista elenca i migliori marcatori al termine dei playoff.

| Giocatore        | Squadra             | PG | G  | A  | Pt | +/- | MP |
| ---------------- | ------------------- | -- | -- | -- | -- | --- | -- |
| David Krejčí     | Boston Bruins       | 22 | 9  | 17 | 26 | +13 | 14 |
| Patrick Kane     | Chicago Blackhawks  | 23 | 9  | 10 | 19 | +7  | 8  |
| Milan Lucic      | Boston Bruins       | 22 | 7  | 12 | 19 | +12 | 14 |
| Nathan Horton    | Boston Bruins       | 22 | 7  | 12 | 19 | +20 | 14 |
| Bryan Bickell    | Chicago Blackhawks  | 23 | 9  | 8  | 17 | +11 | 14 |
| Patrick Sharp    | Chicago Blackhawks  | 23 | 10 | 6  | 16 | +1  | 8  |
| Marián Hossa     | Chicago Blackhawks  | 22 | 7  | 9  | 16 | +8  | 2  |
| Evgenij Malkin   | Pittsburgh Penguins | 15 | 4  | 12 | 16 | -2  | 26 |
| Kris Letang      | Pittsburgh Penguins | 15 | 3  | 13 | 16 | +2  | 8  |
| Patrice Bergeron | Boston Bruins       | 22 | 9  | 6  | 15 | +2  | 13 |

### Classifica portieri
Questa è una tabella che combina i cinque migliori portieri dei playoff per media di gol subiti a gara con i cinque migliori portieri per percentuale di parate, con almeno 420 minuti disputati. La tabella è ordinata per la media gol subiti, e i criteri di inclusione sono in grassetto.

| Giocatore        | Squadra             | PG | Min     | V  | S | OTS | TC  | GS | SO | Sv%  | MGS  |
| ---------------- | ------------------- | -- | ------- | -- | - | --- | --- | -- | -- | ---- | ---- |
| Corey Crawford   | Chicago Blackhawks  | 23 | 1503:54 | 16 | 7 | 2   | 674 | 46 | 1  | .932 | 1.84 |
| Jonathan Quick   | Los Angeles Kings   | 18 | 1099:00 | 9  | 9 | 3   | 518 | 34 | 3  | .934 | 1.86 |
| Antti Niemi      | San Jose Sharks     | 11 | 673:07  | 7  | 4 | 0   | 298 | 21 | 0  | .930 | 1.87 |
| Tuukka Rask      | Boston Bruins       | 22 | 1465:55 | 14 | 8 | 3   | 761 | 46 | 3  | .940 | 1.88 |
| Tomáš Vokoun     | Pittsburgh Penguins | 11 | 685:13  | 6  | 5 | 2   | 345 | 23 | 1  | .933 | 2.01 |
| Henrik Lundqvist | New York Rangers    | 12 | 756:15  | 5  | 7 | 3   | 411 | 27 | 2  | .934 | 2.14 |